# Jacques Maury (homme politique)
Pour les articles homonymes, voir Jacques Maury.
Jacques Maury, né le 26 février 1908 au Mans et mort le 10 novembre 1980 dans la même ville, est un chirurgien et un homme politique français.

## Biographie
Docteur en médecine, Jacques Maury s'installe comme chirurgien en 1938 dans sa ville natale et travaille au centre hospitalier, dont il est chef de service de 1959 à 1975.
Membre du MRP dès la Libération, il est élu au conseil municipal du Mans en 1947 et occupe les fonctions d'adjoint au maire Jean-Yves Chapalain, dont il est le successeur du 26 mars 1965 au 25 mars 1977. Il est alors membre du Centre démocrate.
Il est également conseiller général de la Sarthe, élu dans le troisième canton du Mans de 1955 à 1967, puis dans le canton du Mans-Nord-Ouest de 1967 à 1979. Il est président du conseil général de 1964 à 1967.
Élu sénateur de la Sarthe en septembre 1968, il siège pendant neuf ans au sein du groupe de l'Union centriste des démocrates de progrès, avant d'être battu aux sénatoriales de 1977.